# Isabelle (voornaam)
Isabelle is een voornaam, een variant van Elisabeth.

## Europese adel en koninginnen
- Isabelle van Aldenburg Bentinck

## Bekende personen
- Isabelle A
- Isabelle Adjani
- Isabelle Demongeot
- Isabelle Diks
- Isabelle Durant
- Isabelle Geffroy
- Isabelle Gélinas
- Isabelle Huppert
- Isabelle van Keulen
- Isabelle Stommen